# Quilita legal
Quilita legal fue una fórmula ritual infantil utilizada durante el siglo XX en el noroeste argentino, especialmente en la provincia de Tucumán, en ocasión de la apropiación por sorpresa y/o del arrebato de objetos tales que juguetes, golosinas, útiles escolares etc. efectuados en presencia y con el conocimiento de los damnificados. Según la costumbre infantil, la apropiación quedaba legitimada por el solo hecho de pronunciar la fórmula sacramental "quilita legal" (también referida como "kilita" legal). La locución se utiliza asimismo para referirse a la apropiación resultante de tal manera de obrar. En este último sentido, algunos diccionarios alternativos que circulan en internet con compilaciones de expresiones típicas del noroeste argentino definen "quilita" o "kilita legal" como robo de juguetes legalizado. Si bien tal definición es simple y elegante, la misma no es exacta, ya que el efecto de la quilita en el derecho consuetudinario infantil era precisamente la de excluir la calificación de robo o de hurto al acto incriminado.

## Historia y contexto
Esta sorprendente institución típica del noroeste argentino era básicamente conocida en la provincia de Tucumán, y en algún momento en regiones próximas de las provincias de Salta y de Santiago del Estero.
El origen de esta curiosa práctica y de la misma fórmula quilita legal es obscuro. Era ya conocida a los comienzos del siglo XX y se difundió probablemente con la generalización de la escolaridad primaria obligatoria. Estaba ligada (aunque no exclusivamente) a juegos infantiles grupales que tenían lugar generalmente al aire libre o en lugares semiabiertos (tales que patios de escuelas) en los que los elementos objeto del juego se colocaban en el suelo y el ganador de cada vuelta obtenía como ganancia los objetos de los otros participantes. Dentro de esta categoría se ubicaban los juegos con bolillas, figuritas de colección, trompos, etc. Hasta los comienzos de la década de los setenta, la práctica era conocida. Declinó posteriormente con el paulatino abandono de los juegos mencionados.
La quilita era generalmente llevada a cabo por un tercero que se aproximaba de manera más o menos solapada al lugar del juego, y formulaba de viva voz la frase ¡quilita legal ! al mismo tiempo que tomaba posesión o arrebataba velozmente elementos pertenecientes a uno o más jugadores. La diferencia entre tal forma de apropiación y el hurto propiamente dicho, radicaba en que, en el "derecho infantil" por el solo hecho de haber pronunciado la mágica fórmula "quilita legal", la apropiación se tornaba legítima. Los desprevenidos propietarios, carecían así de un remedio "legal" para recuperar los objetos de los cuales han sido desposeídos, por cuanto la apropiación se volvía "jurídicamente" inobjetable.
La práctica de la quilita se extendía también fuera del contexto de los juegos mencionados a golosinas, útiles escolares y otros objetos si bien en este caso su uso era más discutible.
No era frecuente entre adultos: la práctica se circunscribía a edades que oscilaban entre los 5 y los 14 o 15 años, raramente sobrevivía el período de la escuela primaria. Si bien era mucho más difundida entre varones, tampoco era desconocida entre las niñas de las referidas edades. Fundamentalmente de origen popular, no era sin embargo ajena a los niños de las clases media y alta.
Dado el carácter oral de tal tradición y de la resolución de los conflictos que la práctica de la quilita engendraba, no existe jurisprudencia al respecto. La validez de la quilita legal era generalmente aceptada por los niños (incluso por los damnificados), pero en caso de ser contestada por alguna de las víctimas (que apelaban en estos casos a los maestros y en última instancia a los directores de las escuela primarias), estos no reconocían la validez de la institución y obligaban en algún momento a la devolución de los objetos así apropiados. Pero dado el carácter clandestino o semi-clandestino de la práctica de los juegos mencionados en los predios escolares o en la calle en lugares próximos a las escuelas, los casos de denuncias no eran frecuentes.

### Quilitas "ilegales"
No siempre la "quilita" podía calificarse de "legal". Fórmula sacramental, su antídoto era a su vez de carácter sacremental: la fórmula perdía su eficacia si la o las víctimas señaladas, ante la sospecha de que un tercero se aproximaba con la intención de efectuar una "quilita", pronunciaban de manera audible la frase "alto todo" o "alto todo invento que sepa" antes de que tuviese lugar la desposesión. Un intruso que efectuaba una "quilita" pese a que los damnificados hubieren pronunciado la frase mágica "alto todo" se encontraba en una situación de quilita inválida y el reclamo de restitución de los objetos apropiados era procedente. En este caso, la "quilita" no beneficiaba de la legalidad a aludida por su epíteto. 
Otra restricción consuetudinaria era que, en los casos de juegos grupales (bolilla, trompos, figuritas, etc) la quilita no podía tener lugar durante las fases activas del juego, sino al final del mismo, de una de sus vueltas o durante alguna pausa por cualquier motivo.
En los casos reseñados, el damnificado beneficiaba del consenso del grupo para apoyar su reclamo tendiente a la restitución del objeto de la desposesión. Es necesario señalar sin embargo que en los casos dudosos, las características físicas, el número y la habilidad combativa de los implicados podían ser más decisivos que las consideraciones jurídico-legales.

## Etimología
La fórmula de la quilita legal que se utilizaba desde los años cincuenta era a su vez la contracción de una fórmula más larga y más antigua que se perdió. Esta primera fórmula se contrajo, por razones funcionales, a la versión breve que llegó hasta nosotros. La expresión original incluía simplemente en alguna parte de su formulación los vocablos "angelito" y "legal" que hacían directa alusión al carácter "angelical" o inocente de la desposesión y de su autor.
En efecto, la palabra "quilita" es una transformación de la palabra "angelito". En primer lugar, por aféresis (supresión de la sílaba "an") la misma se contrajo a "gelito", que sucesivas deformaciones llevaron a "gilito", "quilitu" y finalmente "quilita". Tal evolución se comprende fácilmente en razón de la necesaria velocidad con que la fórmula debía ser pronunciada para ser efectiva, sobre todo, antes de que las víctimas potenciales pronunciasen el "alto todo"
En cuanto a la palabra "legal", su incorporación fue quizás más reciente y resaltaba la preocupación del usurpador de enfatizar el carácter legítimo de la posesión adquirida, es decir una suerte de prescripción adquisitiva instantánea, pese a que la posesión así adquirida era, ostensiblemente, de mala fe.
Como se señaló, la fórmula-antídoto corriente "alto todo", era también la abreviación de una expresión más larga. Existieron con seguridad durante la vigencia de esta práctica otras fórmulas secundarias conexas lamentablemente perdidas.

## Utilización actual
La práctica ya no era corriente hacia mediados de la década de los setenta, habiendo desaparecido después. Los actuales niños norteños de la cyber-época no conocen ni siquiera los vocablos "quilita legal". 
El uso de la locución subsiste aún hoy en día entre adultos para referirse de manera jocosa o irónica a hurtos, robos o apropiaciones fraudulentas, o inclusive a la seducción de un miembro de una pareja constituida. El significado puede parecer misterioso para foráneos y para los adultos jóvenes de principios del siglo XXI. Un uso de la locución sería por ejemplo: "...a Fulano le hicieron quilita legal de su (billetera/novia/puesto/...etc.)" para aludir al hurto o la toma de posesión indelicada de pertencias, pareja, situación, etc. de otra persona.
Algunos autores de literatura regional evocan, no necesariamente con nostalgia, tal práctica en relatos. Ocasionalmente en la prensa regional utiliza la expresión de manera jocosa o irónica para referirse a un hurto o a apropiaciones de discutible legalidad o moralidad.

Existe una composición musical de Julio A. Santillán, compositor y guitarrista del norte argentino, un gato titulado "quilita legal"  cuya denominación alude a la práctica estudiada.